# Paraphidippus
Paraphidippus F. O. P.-Cambridge, 1901 è un genere di ragni appartenente alla famiglia Salticidae dell'ordine Araneae della classe Arachnida.

## Etimologia
Il nome è composto dal prefisso greco παρὰ-, parà-, che significa vicino, presso, accanto e dal genere Phidippus, appartenente a questa stessa famiglia.

## Distribuzione
Le 14 specie oggi note di questo genere sono diffuse negli USA e in America centrale; vi è una netta prevalenza di specie endemiche del solo Messico: ben sei.

## Tassonomia
Rimosso dalla sinonimia con Eris C. L. Koch, 1846 da uno studio dell'aracnologo Edwards del 2004 contra un analogo studio dell'aracnologo Kaston del 1973.
A maggio 2010, si compone di 14 specie:
- Paraphidippus aurantius (Lucas, 1833) — dagli USA a Panama, Grandi Antille
- Paraphidippus basalis (Banks, 1904) — USA
- Paraphidippus disjunctus (Banks, 1898) — dal Messico alla Costa Rica
- Paraphidippus fartilis (Peckham & Peckham, 1888) — dagli USA alla Costa Rica
- Paraphidippus fulgidus (C. L. Koch, 1846) — Messico
- Paraphidippus funebris (Banks, 1898) — dal Messico alla Costa Rica
- Paraphidippus fuscipes (C. L. Koch, 1846) — Messico
- Paraphidippus incontestus (Banks, 1909) — Costa Rica
- Paraphidippus inermis F. O. P.-Cambridge, 1901 — dal Messico alla Costa Rica
- Paraphidippus laniipes F. O. P.-Cambridge, 1901[2] — Messico
- Paraphidippus luteus (Peckham & Peckham, 1896) — Honduras, Costa Rica
- Paraphidippus mexicanus (Peckham & Peckham, 1888) — Messico
- Paraphidippus nigropilosus (Banks, 1898) — Messico
- Paraphidippus nitens (C. L. Koch, 1846) — Messico